# Chop Robinson
Demeioun "Chop" Robinson (Gaithersburg, 2 gennaio 2003) è un giocatore di football americano statunitense che milita nel ruolo di outside linebacker per i Miami Dolphins della National Football League (NFL).

## Carriera universitaria

### Maryland
Nella sua unica stagione a Maryland nel 2021, Robinson disputò tutte le 13 partite, di cui una come titolare, con 19 tackle e 2 sack.

### Penn State
Nel 2022 Robinson si trasferì a Penn State. Nella prima stagione con la squadra disputò 12 partite con 26 tackle e 5,5 sack. 

## Carriera professionistica

### Miami Dolphins
Robinson fu scelto nel corso del primo giro (21º assoluto) del Draft NFL 2024 dai Miami Dolphins. Debuttò come professionista subentrando nella gara del primo turno vinta contro i Jacksonville Jaguars senza fare registrare alcuna statistica. La settimana successiva contro i Miami Dolphins mise a segno i primi due placcaggi. Nella settimana 12 mise a segno 1,5 sack nella vittoria sui New England Patriots. La sua stagione da rookie si chiuse con 26 tackle, 6 sack e 4 passaggi deviati disputando tutte le 17 partite, di cui una come titolare.

## Palmarès
- PFWA All-Rookie Team - 2024